# Eparchie simbirská
Eparchie Simbirsk je eparchie ruské pravoslavné církve nacházející se v Rusku.

## Území a titul biskupa
Zahrnuje správní hranice území Leninského, Zasvijažského, Železnodorožnyjského, Zavolžského, Uljanovského, Cilninského, Veškajmského, Majnského, Karsunského, Surského, Novospasského a Kuzovatovského rajónu Uljanovské oblasti.
Eparchiálnímu biskupovi náleží titul biskup simbirský a novospasský.

## Historie
Do roku 1799 bylo simbirské duchovenstvo podřízeno kazaňskému metropolitovi.
V souvislosti se zvyšujícím se počtem chrámů v gubernii Simbirsk byla opakovaně - v letech 1784, 1829 a 1830 nastolena otázka zřízení samostatné eparchie Simbirsk.
Dne 10. února 1832 byla rozhodnutím Nejsvětějšího synodu zřízena samostatná simbirská eparchie. Eparchiální biskup nesl titul biskup simbirský a syzranský.
Během Velké vlastenecké války byly moskevský patriarchát a hlavy renovacionistů evakuováni do Uljanovsku, kteří do města dorazily z 18. na 19. října 1941. Prostory bývalého polského kostela byly převedeny do jurisdikce Moskevského patriarchátu a chrám Ikony Matky Boží "Hořící keř" byl převeden k renovacionistům. Kostel byl přeměněn na dočasný katedrální chrám na počest Kazaňské ikony Matky Boží a sídlo patriarchálního zástupce locum tenens Sergije (Stragorodského) se ve městě nacházelo až do léta 1943. V červenci 1943, před odjezdem do Moskvy, se v budově bývalého chrámu svatého Eliáše konalo předkoncilní setkání, na kterém byl metropolita Sergij doporučen ke zvolení patriarchou Moskvy a celé Rusi. Po návratu do Moskvy se kazaňský chrám stal hlavním chrámem uljanovského biskupa. Roku byl 1959 byl uzavřen a brzy zbořen.
V letech 1959-1988 byla eparchie dočasně spravována kujbyševskými biskupi.
Dne 26. července 2012 byla rozhodnutím Svatého synodu zřízena z části území eparchie nová eparchie baryšská a eparchie melekesská. Obě se staly součástí nově vzniklé simbirské metropole.

## Seznam biskupů
- 1832–1842 Anatolij (Maximovič)
- 1842–1858 Feodotij (Ozerov)
- 1858–1874 Jevgenij (Sacharov-Platonov)
- 1874–1882 Feoktist (Popov)
- 1882–1895 Varsonofij (Ochotin)
- 1895–1904 Nikandr (Molčanov)
- 1904–1907 Gurij (Burtasovskij)
- 1907–1910 Iakov (Pjatnickij)
- 1910–1920 Veniamin (Muratovskij)
- 1920–1923 Alexandr (Trapicyn), svatořečený mučedník
- 1923–1926 Vissarion (Zorin)
- 1926–1926 German (Kokel), dočasný administrátor, svatořečený mučedník
- 1926–1927 Vissarion (Zorin)
- 1927–1927 Alexandr (Trapicyn)
- 1927–1930 Ioakim (Blagovidov)
- 1930–1932 Mitrofan (Griňov)
- 1933–1933 Stefan (Znamirovskij)
- 1932–1934 Serafim (Zborovskij), dočasný administrátor
- 1935–1935 Arkadij (Jeršov), dočasný administrátor, svatořečený mučedník
- 1935–1938 Vladimir (Gorkovskij)
  - 1938–1941 eparchie neobsazena
- 1941–1942 Ioann (Sokolov)
- 1942–1943 Varfolomej (Gorodcev)
- 1943–1944 Dimitrij (Gradusov)
- 1944–1945 Ilarij (Iljin)
- 1946–1947 Sofronij (Ivancov)
- 1947–1952 Serafim (Šarapov)
- 1952–1953 Paisij (Obrazcov)
- 1953–1959 Ioann (Bratoljubov)
  - 1959–1988 viz. eparchie kujbyševská
- 1989–2014 Prokl (Chazov)
- 2014–2014 Zynovij (Korzynkin), dočasný administrátor
- 2014–2015 Feofan (Ašurkov)
- 2015–2019 Anastasij (Metkin)
- 2019–2020 Iosif (Balabanov)
- od 2020 Longin (Korčagin)